# Amblyonychus lateralis
Amblyonychus lateralis là một loài ruồi trong họ Asilidae. Amblyonychus lateralis được Walker miêu tả năm 1860.